# Arnaud Aubron
Pour les articles homonymes, voir Aubron.
Arnaud Aubron (né en 1974) est un journaliste français, cofondateur du site Rue89 et président du directoire de l'hebdomadaire Courrier international depuis février 2014.

## Carrière
Diplômé de Sciences-Po Paris en 1996, Arnaud Aubron intègre par la suite le Centre universitaire d'enseignement du journalisme (CUEJ) de Strasbourg. Il rejoint en 1998 le quotidien Libération comme secrétaire de rédaction et y écrit notamment de nombreux articles sur les drogues.  
En mai 2007, alors rédacteur en chef adjoint à Libération, il quitte l'entreprise avec les journalistes Pierre Haski, Pascal Riché et Laurent Mauriac pour fonder le site d'information Rue89 dont il devient rédacteur en chef adjoint. À la fin de 2009, il est recruté par Matthieu Pigasse pour rejoindre la nouvelle équipe des Inrockuptibles en tant que rédacteur en chef et directeur du numérique. 
En mars 2012, il publie chez Don Quichotte (Seuil) Drogues Store, dictionnaire rock, historique et politique des drogues. La même année, à la suite du départ de David Kessler pour l’Élysée, Arnaud Aubron est nommé directeur général des Inrockuptibles aux côtés d'Audrey Pulvar. Il quittera finalement l'entreprise au bout de quelques mois à la suite de sa mésentente avec la directrice éditoriale, qui quittera elle-même les Inrockuptibles peu de temps après.
Après avoir monté sa société de conseil fin 2012, il est finalement nommé président du directoire et directeur de la publication de l'hebdomadaire Courrier international en février 2014.